# Nationalratswahl in Österreich 2006
- SPÖ: 68
- GRÜNE: 21
- FPÖ: 21
- BZÖ: 7
- ÖVP: 66

- Regierung: 134
- Opposition: 49

Die Nationalratswahl am 1. Oktober 2006 war die 23. in der Geschichte der Republik Österreich. Stimmenstärkste Partei wurde die SPÖ mit Alfred Gusenbauer, die leichte Stimmverluste gegenüber der letzten Nationalratswahl 2002 hinnehmen musste und in weiterer Folge nach den Koalitionsverhandlungen den Bundeskanzler stellte. Mit starken Verlusten belegte die ÖVP mit ihrem Spitzenkandidaten, dem vorherigen Bundeskanzler Wolfgang Schüssel, den zweiten Platz. SPÖ und ÖVP vereinbarten im Rahmen von Koalitionsverhandlungen nach der Wahl eine Große Koalition.
Die Grünen mit Alexander Van der Bellen wurden mit dem sehr knappen Vorsprung von 532 Wählerstimmen (~ 0,011 %) auf die FPÖ mit Heinz-Christian Strache erstmals in der Geschichte drittstärkste Kraft bei einer Wahl und stellten dementsprechend den 3. Nationalratspräsidenten; an Mandaten lagen die beiden Parteien mit je 21 Mandaten gleichauf. Das BZÖ mit dem Spitzenkandidaten Peter Westenthaler erreichte 4,1 % und überwand damit die Vier-Prozent-Hürde.

## Gesamtergebnis

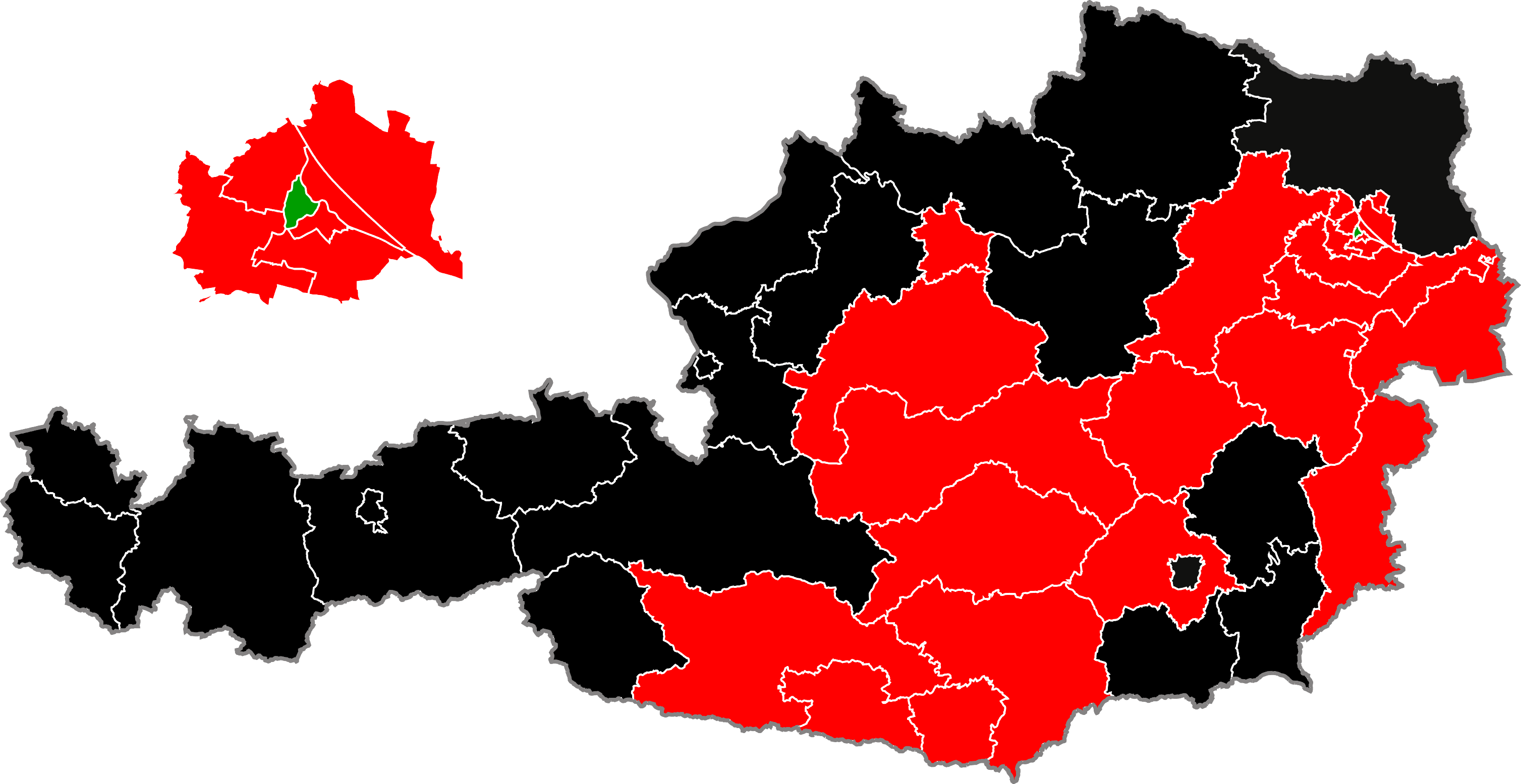
Stärkste Partei in den Regionalwahlkreisen nach dem vorläufigen Endergebnis (mit Wahlkarten)

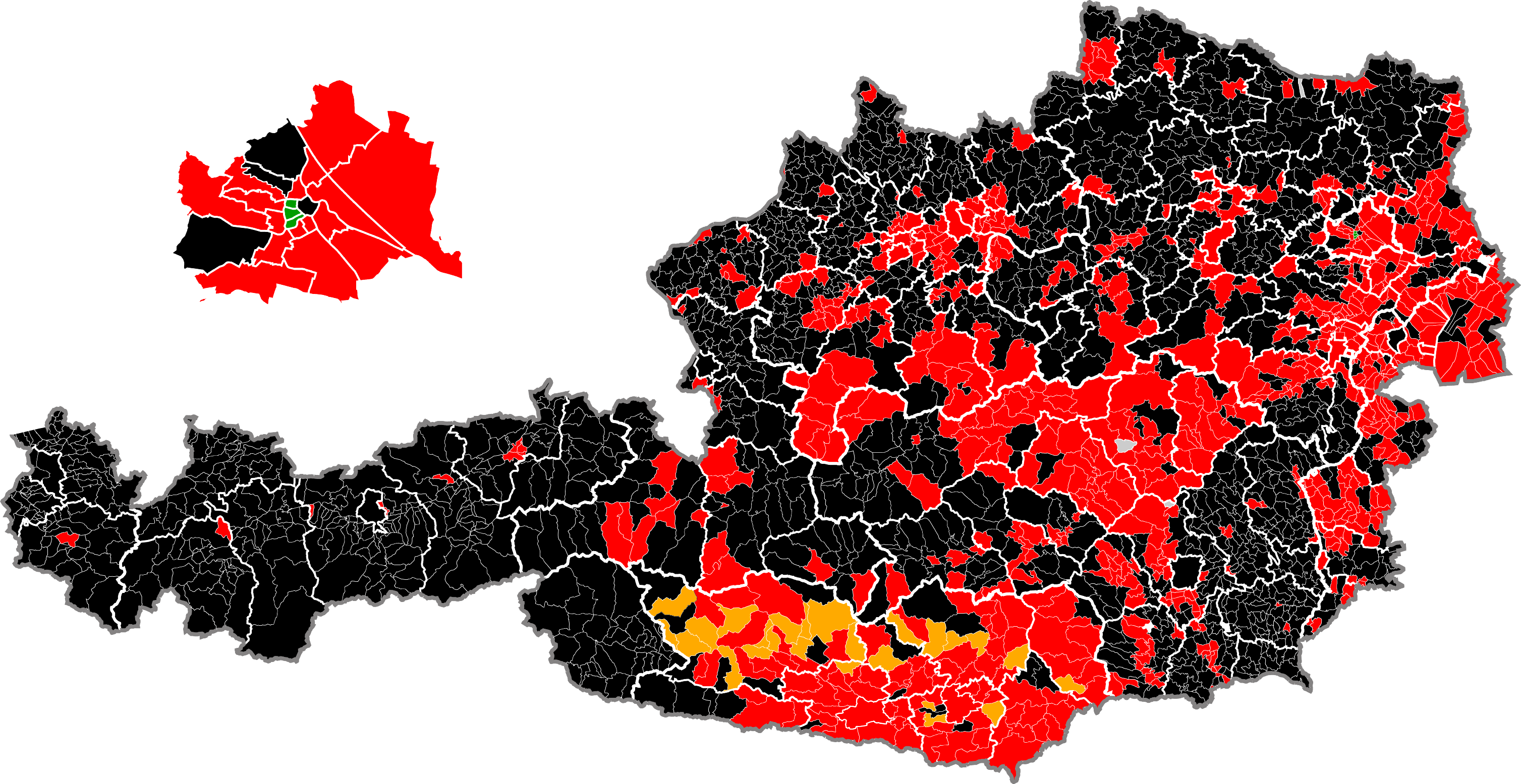
Stärkste Partei in den Gemeinden (für Wien Bezirke) nach dem vorläufigen Endergebnis (ohne Wahlkarten)

Amtliches Endergebnis mit Wahlkarten:
| Wahlberechtigte    | 6.107.892 |
| abgegebene Stimmen | 4.793.780 |
| Wahlbeteiligung    | 78,49 %   |
| ungültige Stimmen  | 85.499    |
| gültige Stimmen    | 4.708.281 |

| Partei                                                                   | Stimmen   | Prozent(1) | Sitze |
| ------------------------------------------------------------------------ | --------- | ---------- | ----- |
| Sozialdemokratische Partei Österreichs (SPÖ)                             | 1.663.986 | 35,34 %    | 68(2) |
| Österreichische Volkspartei (ÖVP)                                        | 1.616.493 | 34,33 %    | 66    |
| Die Grünen – Die Grüne Alternative (GRÜNE)                               | 520.130   | 11,04 %    | 21    |
| Freiheitliche Partei Österreichs (FPÖ)                                   | 519.598   | 11,03 %    | 21    |
| Liste Westenthaler – BZÖ (BZÖ) (3)                                       | 193.539   | 4,11 %     | 7     |
| Liste Dr. Martin – (MATIN)                                               | 131.688   | 2,79 %     | 0     |
| Kommunistische Partei Österreichs (KPÖ)                                  | 47.578    | 1,01 %     | 0     |
| EU-Austritt – Neutrales Freies Österreich (NFÖ)                          | 10.594    | 0,22 %     | 0     |
| Sozialistische LinksPartei, Liste gegen Kapitalismus und Rassismus (SLP) | 2.257     | 0,04 %     | 0     |
| Sicher - Absolut - Unabhängig, Franz Radinger (SAU)                      | 1.514     | 0,03 %     | 0     |
| Initiative 2000 (IVE)                                                    | 592       | 0,01 %     | 0     |
| Liste Stark (STARK)                                                      | 312       | 0,00 %     | 0     |

0(1) Nicht kaufmännisch gerundet, sondern strikt auf zwei Stellen abgerundet

0(2) Ein SPÖ-Mandat geht auf Grund eines Wahlbündnisses an das LIF.

0(3) In Kärnten: Die Freiheitlichen in Kärnten – Liste Jörg Haider – BZÖ.

### Vergleich mit Nationalratswahl 2002
|                         | 2006              | 2006            | 2006            | Veränderung 2002 → 2006 | Veränderung 2002 → 2006 | Veränderung 2002 → 2006 | Veränderung 2002 → 2006 | Veränderung 2002 → 2006 | 2002      | 2002    | 2002   |
| Anzahl                  |                   |                 | Anzahl          |                         |                         |                         |                         | Anzahl                  |           |         |        |
| Wahlberechtigte         | 6.107.892         | +195.300        | 5.912.592       |                         |                         |                         |                         |                         |           |         |        |
| abgegebene Stimmen      | 4.793.780         | −188.481        | 4.982.261       |                         |                         |                         |                         |                         |           |         |        |
| ungültige Stimmen       | 85.499            | +12.883         | 72.616          |                         |                         |                         |                         |                         |           |         |        |
| gültige Stimmen         | 4.708.281         | −201.364        | 4.909.645       |                         |                         |                         |                         |                         |           |         |        |
|                         |                   | Basis           | Basis           |                         | Basis                   | Basis                   | Basis                   | Basis                   |           | Basis   | Basis  |
| gültige Stimmen         | Wahlbe- rechtigte | gültige Stimmen | gültige Stimmen | Wahlberechtigte         | Wahlberechtigte         | gültige Stimmen         | Wahlbe- rechtigte       |                         |           |         |        |
| gültige Stimmen         | Wahlbe- rechtigte | %-Punkte        | relativ         | %-Punkte                | relativ                 | gültige Stimmen         | Wahlbe- rechtigte       |                         |           |         |        |
| SPÖ                     | 1.663.986         | 35,34 %         | 27,2 %          | −128.513                | −1,17                   | −3,2 %                  | −3,1                    | −10,1 %                 | 1.792.499 | 36,51 % | 30,3 % |
| ÖVP                     | 1.616.493         | 34,33 %         | 26,5 %          | −460.340                | −7,97                   | −18,8 %                 | −8,7                    | −24,7 %                 | 2.076.833 | 42,30 % | 35,1 % |
| Nicht- & Ungültigwähler | 1.399.405         |                 | 22,9 %          | +396.458                |                         |                         | 5,9                     | 35,1 %                  | 1.002.947 |         | 17,0 % |
| Grüne                   | 520.130           | 11,05 %         | 8,5 %           | +55.150                 | +1,58                   | +16,7 %                 | +0,7                    | +8,3 %                  | 464.980   | 9,47 %  | 7,9 %  |
| FPÖ                     | 519.598           | 11,04 %         | 8,5 %           | +28.270                 | +1,03                   | +10,3 %                 | +0,2                    | +2,4 %                  | 491.328   | 10,01 % | 8,3 %  |
| BZÖ                     | 193.539           | 4,11 %          | 3,2 %           | +193.539                | 4,11                    |                         | 3,2                     |                         |           |         |        |
| MATIN                   | 131.688           | 2,80 %          | 2,2 %           | +131.688                | 2,80                    |                         | 2,2                     |                         |           |         |        |
| KPÖ                     | 47.578            | 1,01 %          | 0,8 %           | +20.010                 | +0,45                   | +80,4 %                 | +0,3                    | +67,2 %                 | 27.568    | 0,56 %  | 0,5 %  |
| NFÖ                     | 10.594            | 0,23 %          | 0,2 %           | +10.594                 | 0,23                    |                         | 0,2                     |                         |           |         |        |
| SLP                     | 2.257             | 0,05 %          | 0,0 %           | −1.649                  | −0,03                   | −37,5 %                 | 0,0                     | −43,9 %                 | 3.906     | 0,08 %  | 0,1 %  |
| SAU                     | 1.514             | 0,03 %          |                 | +1.514                  | 0,03                    |                         | 0,0                     |                         |           |         |        |
| IVE                     | 592               | 0,01 %          |                 | +592                    | 0,01                    |                         | 0,0                     |                         |           |         |        |
| STARK                   | 312               | 0,01 %          |                 | +312                    | 0,01                    |                         | 0,0                     |                         |           |         |        |

## Ergebnisse in den Bundesländern
Hier werden die Ergebnisse in den Bundesländern aufgelistet.
| Partei | B    | K    | N    | O    | S      | St     | T    | V      | W    |
| ------ | ---- | ---- | ---- | ---- | ------ | ------ | ---- | ------ | ---- |
| SPÖ    | 45,0 | 35,4 | 36,2 | 36,1 | 28,5   | 37,2   | 23,2 | 18,5   | 41,0 |
| ÖVP    | 36,1 | 21,2 | 39,2 | 35,2 | 39,2   | 37,5   | 43,8 | 42,0   | 21,8 |
| GRÜNE  | 05,8 | 07,5 | 09,0 | 10,2 | 12,5   | 07,9   | 13,0 | 16,4   | 17,4 |
| FPÖ    | 08,7 | 07,2 | 09,6 | 12,2 | 12,3   | 10,4   | 10,8 | 10,9   | 13,9 |
| BZÖ    | 01,7 | 24,9 | 02,3 | 02,6 | 003,13 | 03,2   | 03,3 | 03,2   | 01,8 |
| MATIN  | 02,0 | 01,9 | 03,0 | 02,8 | 003,15 | 001,91 | 04,1 | 07,7   | 02,2 |
| KPÖ    | 00,5 | 00,9 | 00,8 | 00,8 | 00,8   | 001,89 | 00,7 | 000,55 | 01,2 |
| NFÖ    |      | 00,3 |      |      | 00,6   |        | 01,0 | 000,64 | 00,4 |
| SLP    |      |      |      |      |        |        |      |        | 00,3 |
| SAU    |      | 00,5 |      |      |        |        |      |        |      |
| IVE    | 00,3 |      |      |      |        |        |      |        |      |
| STARK  |      | 00,1 |      |      |        |        |      |        |      |

## Politisches Vorfeld der Wahl 2006

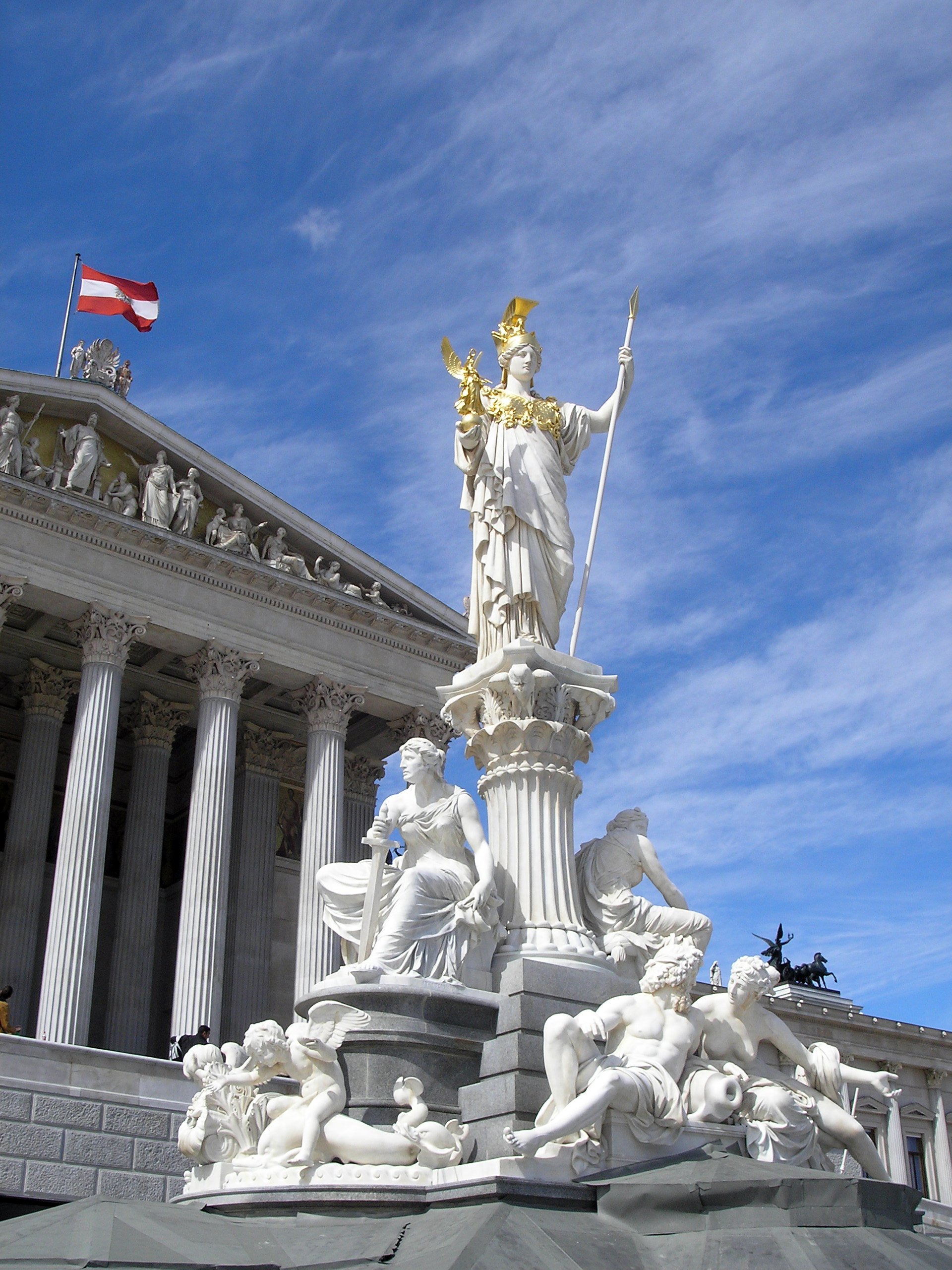
Statue der Pallas Athene vor dem Parlamentsgebäude

Nach der Nationalratswahl 1999 waren vier Parteien im österreichischen Nationalrat vertreten (SPÖ, FPÖ, ÖVP, Die Grünen). Erstmals in der Zweiten Republik (nach 1945) bildeten FPÖ und ÖVP eine Koalitionsregierung unter Führung Bundeskanzler Wolfgang Schüssels (ÖVP). Nach internen Streitigkeiten in der FPÖ (Knittelfelder FPÖ-Versammlung 2002) wurden im Jahr 2002 vorgezogene Wahlen abgehalten (Nationalratswahl 2002), die der ÖVP mit 42 % der Stimmen die relative Mehrheit und eine Fortsetzung der Koalition mit der auf 10 % zurückgefallenen FPÖ sicherten. Seit der Spaltung der FPÖ im Frühjahr 2005, als alle ihre Regierungsmitglieder und führende Vertreter wie Jörg Haider das Bündnis Zukunft Österreich (BZÖ) gründeten und die ÖVP die Koalition mit der neuen Partei an Stelle der FPÖ fortsetzte, bis zur Nationalratswahl 2013 waren fünf Parteien mit Abgeordneten im Nationalrat vertreten.
Für den 1. Oktober als Termin war ein vorzeitiger Auflösungsbeschluss des Nationalrats nötig, den die fünf Parlamentsparteien einstimmig am 14. Juli 2006 fassten. Ohne frühzeitige Auflösung hätte die Wahl regulär knapp zwei Monate später, am 26. November 2006, stattgefunden.
Erstmals in der zweiten Republik hatten nach Umfragen bis zu sechs Parteien reelle Chancen auf den Einzug in den Nationalrat. Neben den im Nationalrat bereits vertretenen Parteien zählte dazu die Liste Hans-Peter Martin (MATIN), die aber mit 2,8 % an der Vier-Prozent-Hürde scheiterte. Die Kommunistische Partei Österreichs (KPÖ) trat bundesweit an und konnte ihren Stimmenanteil zwar verdoppeln, erreichte aber dennoch nur knapp über 1 %. Das Liberale Forum (LIF), das seit der Wahl 1999 nicht mehr im Nationalrat vertreten ist, konnte durch ein Wahlbündnis mit der SPÖ wieder einen Mandatar, seinen Parteichef Alexander Zach, entsenden.

## Wahlwerbende Parteien

### Österreichische Volkspartei

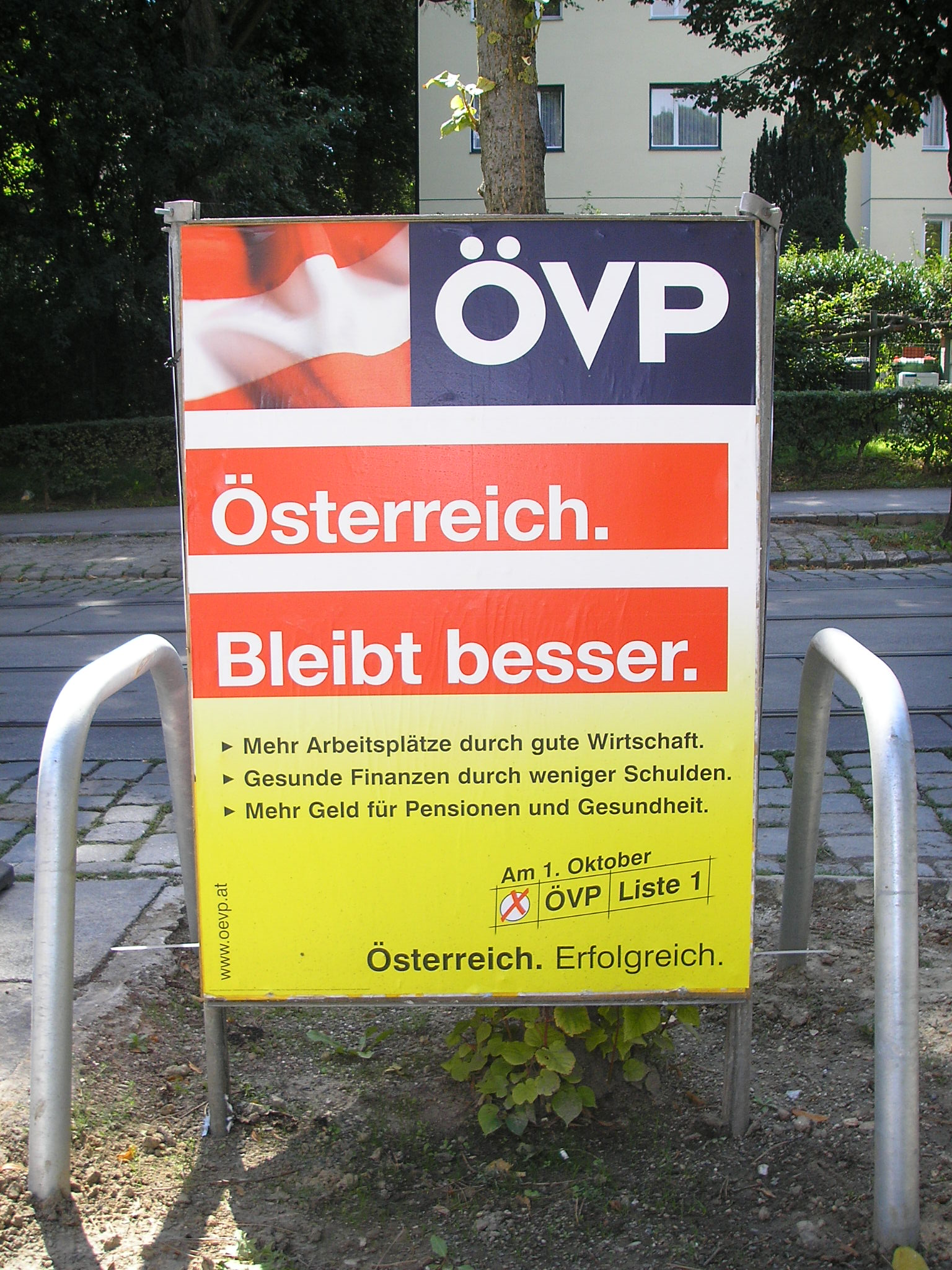
ÖVP Wahlplakat mit Slogan "Österreich. Bleibt besser."

Die Österreichische Volkspartei (ÖVP) trat mit Bundeskanzler Wolfgang Schüssel als Spitzenkandidat an. Er wurde von einem Personenkomitee unterstützt, dem unter anderem Claus Raidl (Generaldirektor von Böhler-Uddeholm, wirtschaftspolitischer Berater Schüssels), Veit Sorger (Präsident der Industriellenvereinigung), Heidi Senger-Weiss (Speditions-Unternehmerin aus Vorarlberg) und Helmut Pechlaner (Direktor des Tiergartens Schönbrunn) angehörten. Das Personenkomitee leitete Christian Gehrer, Sohn der Bundesministerin für Bildung, Wissenschaft und Kultur Elisabeth Gehrer.
Im Wahlkampf suchte die ÖVP mit Slogans wie „Sicher. Österreich.“, „Österreich. Hier geht’s uns gut.“ und „Österreich. Bleibt besser.“ eine positive Grundstimmung zu vermitteln und griff vor allem die SPÖ an, der mangelnde Wirtschaftskompetenz unterstellt wurde („Gusenbauer-SPÖ kann nicht wirtschaften!“), wobei auch immer wieder die „BAWAG-Affäre“ ins Spiel gebracht wurde.
Ebenso versuchte sie, eigene Erfolge herauszustreichen. So wurden in der ÖVP-BZÖ-Bundesregierung 50 % der Ministerposten mit Frauen besetzt, mit Susanne Riess-Passer (FPÖ) war von 2000 bis 2002 erstmals eine Frau Vizekanzlerin und auch für den Obersten Gerichtshof hat die Regierung erstmals eine Präsidentin bestellt, die ihr Amt am 1. Jänner 2007 antrat. Allerdings wurde diese von Justizministerin Karin Gastinger dem Bundespräsidenten vorgeschlagen. Im Bildungsbereich wurde auf den Umstand verwiesen, dass die Akademikerquote stark gestiegen sei und die Einführung der Studiengebühren eine Verkürzung der Studiendauer bewirkt habe.

### Sozialdemokratische Partei Österreichs

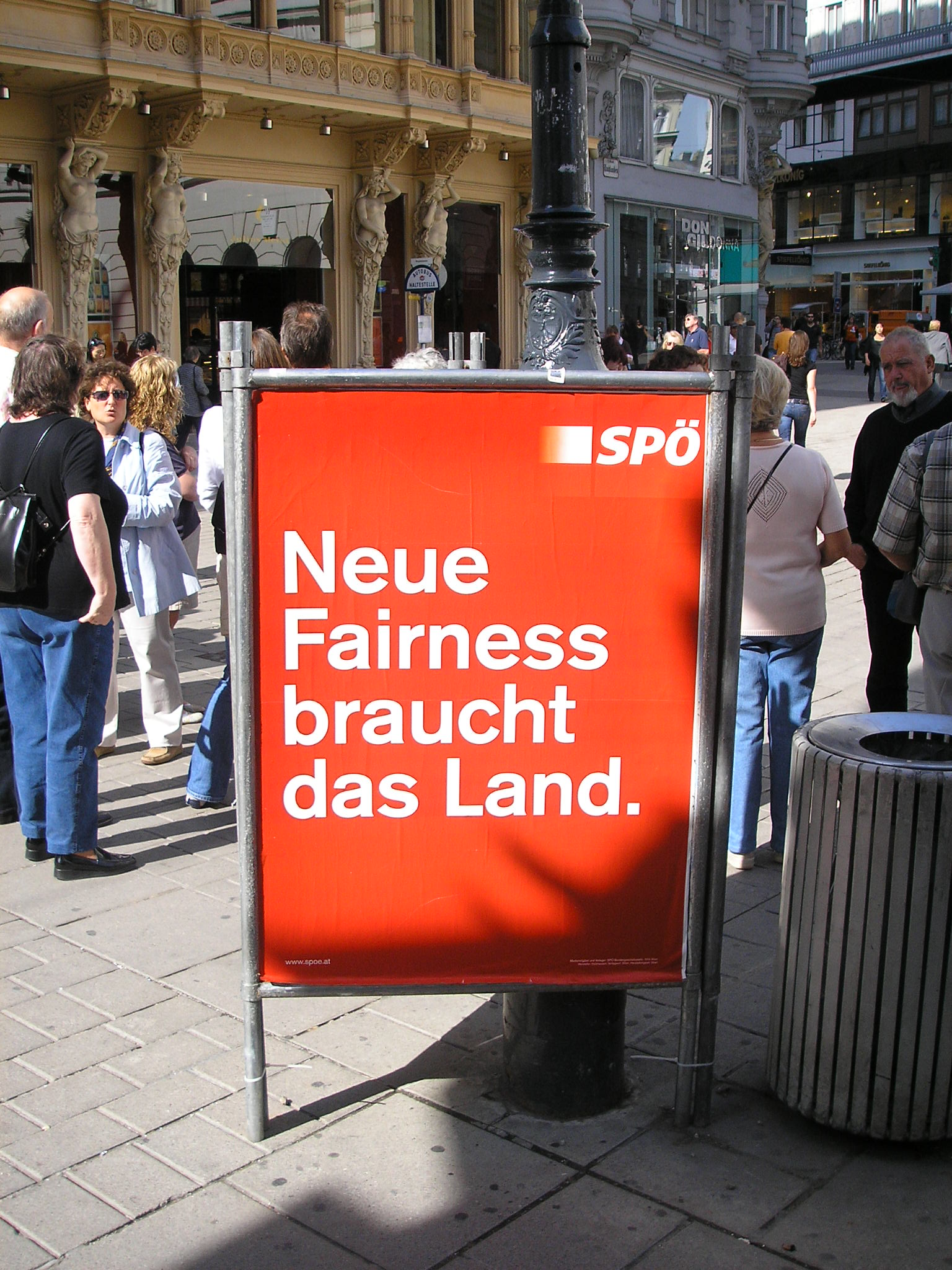
SPÖ Wahlplakat mit Slogan "Neue Fairness braucht das Land."

Die Sozialdemokratische Partei Österreichs (SPÖ) ging, wie bereits bei der vorangegangenen Wahl 2002, mit Alfred Gusenbauer als Spitzenkandidat in die Wahl.
Im Wahlkampf wurde von Seiten der SPÖ der Anstieg der Jugendarbeitslosigkeit und die Pensionsreform der Regierung Schüssel thematisiert („Schüssels traurige Bilanz: Pensionen immer weniger wert!“). Weitere Wahlkampfthemen waren unter anderem:
- Der von der ÖVP-FPÖ-Koalition beschlossene Kauf der Eurofighter, der im Falle einer Regierungsbeteiligung storniert werden soll.
- Die derzeitige Frauenpolitik der Regierung, insbesondere die Abschaffung eines eigenständigen Frauenministeriums in den Jahren 2000–2002.
- Im Bereich Bildung forderte die SPÖ weitgreifende Reformen und Budgeterweiterungen.[4] Im Falle einer Regierungsbeteiligung sollen die von der ÖVP-FPÖ-Koalition 2001 eingeführten Studiengebühren wieder abgeschafft werden.
- Steuersenkung für Arbeitnehmer, Anpassung der Pensionen an den Inflationsindex sowie Wegfall der Rezeptgebühr für Wenigverdiener.

Nachdem sie lange den ersten Platz innegehabt hatte, verlor die SPÖ in Meinungsumfragen ab März 2006 die Mehrheit zugunsten der ÖVP. Hauptgrund dafür dürfte die Affäre um die Bank für Arbeit und Wirtschaft (BAWAG) gewesen sein, die den Haupteigentümer, den von der Fraktion Sozialdemokratischer Gewerkschafter dominierten Österreichischen Gewerkschaftsbund, in Turbulenzen stürzte und zu innerparteilichen Streitigkeiten führte („BAWAG-Affäre“).
Am 3. September 2006 schlossen SPÖ und Liberales Forum ein Wahlbündnis. Erklärtes Ziel des Bündnisses war es, eine weitere von der ÖVP geführte Regierung zu verhindern.

### Freiheitliche Partei Österreichs
Die Freiheitliche Partei Österreichs (FPÖ) trat mit Parteiobmann Heinz-Christian Strache als Spitzenkandidat zur Wahl an.
In den Medien wurde das von der FPÖ zu Beginn des Jahres 2006 initiierte Volksbegehren Österreich bleib frei als Auftakt des Wahlkampfes gewertet. Die FPÖ plakatierte Anfang August ein „Duell um Österreich“ zwischen Wolfgang Schüssel und Alfred Gusenbauer auf der einen und Strache auf der anderen Seite.
Von der FPÖ wurden vor allem die folgenden vier Punkte des Programms der Partei hervorgehoben:
- Kein Beitritt der Türkei zur EU und Ablehnung der „EU-Verfassung“
- Keine Erhöhung des EU-Beitrages Österreichs
- Verschärfung des Staatsbürgerschaftsrechts
- „Zuwanderungsstopp“ und Bekämpfung von „Asylmissbrauch“[6]

Damit fokussierte das Programm auf altbekannte Themen, insbesondere Ausländer („Sozialstaat statt Zuwanderung“, „Daham statt Islam“, „Sichere Pensionen statt Asyl-Millionen“) und die EU („Heimat statt Schüssel und Brüssel“), das schon bei der Wahl in Wien 2005 erfolgreich propagiert wurde.

### Die Grünen
Die Grünen – Die Grüne Alternative (Grüne) gingen mit Spitzenkandidat und Parteichef Alexander Van der Bellen in die Wahl.
Den Vorwahlkampf eröffneten die Grünen im Mai 2006 mit der Präsentation zweier Schwarzbücher. Das Schwarzbuch Schwarz beschäftigt sich kritisch mit der Regierungspolitik der ÖVP. Wenige Tage später wurde das Schwarzbuch Rot veröffentlicht, das der Oppositionsarbeit der SPÖ gewidmet ist. Die Grünen lasteten ÖVP und SPÖ „grobe Verstöße“ in Menschenrechtsfragen an. Kritisiert wurde insbesondere die Zustimmung der SPÖ zur Asyl- und Fremdenrechtsnovelle 2005, die viele Verschärfungen mit sich brachte.
Zentrale Themen waren:
- die so genannte „Energiewende“, d. h. der Ausstieg aus fossilen Energieträgern und die Förderung alternativer Energieträger
- Verbesserung der Situation der Frauen auf dem Arbeitsmarkt
- die bedarfsorientierte Grundsicherung, die als Armutsbekämpfungsinstrument dienen soll
- eine Bildungsreform mit einer Senkung der Klassenschülerzahlen, mehr Flexibilität und Geld für tertiäre Bildung sowie Investitionen in Entwicklung und Wissenschaft
- eine mit der Bildungsreform zusammenhängende Reduktion der Jugendarbeitslosigkeit
- ein Punktesystem im Bereich der Zuwanderung, um hochqualifizierten Einwanderungswilligen Vorrang zu geben

Eine Koalition mit der ÖVP unter Beteiligung von Elisabeth Gehrer wurde von den Grünen dezidiert ausgeschlossen. Als Koalitionsbedingungen wurden weiters die Abschaffung der Studiengebühren und die Stornierung des Eurofighter-Kaufvertrages genannt.

### Liste Westenthaler – Bündnis Zukunft Österreich
Das Bündnis Zukunft Österreich (BZÖ) trat mit dem ehemaligen FPÖ-Klubobmann Peter Westenthaler als Spitzenkandidat zur Nationalratswahl an.
Westenthaler wurde am 23. Juni 2006 bei einem außerordentlichen Parteitag des BZÖ außerdem zum Nachfolger von Jörg Haider als Parteichef gewählt. Die offizielle Listenbezeichnung lautete Die Freiheitlichen – Liste Westenthaler – BZÖ. Nach einer von der FPÖ erwirkten einstweiligen Verfügung musste das BZÖ auf seinen Plakaten den Namenszug „die Freiheitlichen“ entfernen, schien aber auf den Wahlzetteln mit diesem Zusatz auf. Das BZÖ Kärnten erklärte sich als eigenständige Organisation von der einstweiligen Verfügung nicht betroffen und trat als Die Freiheitlichen in Kärnten – Liste Jörg Haider – BZÖ auf.
In einem ersten Entwurf für ein Wahlprogramm, den das BZÖ unter dem Titel „10 Punkte gegen einen Linksruck in Österreich“ präsentierte, wiesen viele Forderungen darauf hin, dass sich die Positionen des BZÖ sehr stark mit denen der „alten“ FPÖ überschneiden und ebenfalls vor allem die „Ausländerproblematik“ thematisieren. Gefordert wurde:
- die Senkung der Ausländerzahlen um 30 %
- die Begrenzung des Anteils von Schülern mit nicht deutscher Muttersprache in Schulklassen
- schärfere Gesetze gegen „Triebtäter“
- der Abbruch von Verhandlungen der EU mit der Türkei

Westenthaler beanspruchte, für den Fall einer Regierungsbeteiligung, für sich die Leitung des Innenministeriums, wogegen sich der bisherige Koalitionspartner ÖVP schon in den vergangenen zwei Legislaturperioden gesträubt hatte.
Am 25. September, sechs Tage vor der Nationalratswahl, gab Justizministerin Karin Gastinger, BZÖ-Vizeobfrau und Spitzenkandidatin der Partei in der Steiermark, bekannt, aus dem BZÖ auszutreten. Sie begründete diesen Entschluss damit, dass sie „in keiner politischen Bewegung tätig sein will, die ausländerfeindlich ist, die mit Ängsten operiert“ und nannte als Anlass die Forderung Westenthalers, in den nächsten Jahren 300.000 Ausländer abschieben zu wollen. Damit nahm sie auch Bezug auf ein nur wenige Tage zuvor veröffentlichtes Interview mit Eduard Mainoni (BZÖ), Staatssekretär im Bundesministerium für Verkehr, Innovation und Technologie und Obmann der BZÖ-Landesgruppe Salzburg, in dem dieser erklärt hatte, dass FPÖ und BZÖ die „Ausländerproblematik“ als „Geschäft mit der Angst“ instrumentalisierten, um damit neue Wählerschichten zu gewinnen.
Im Vorfeld der Wahl war fraglich, ob das BZÖ die Vier-Prozent-Hürde überspringen kann.

### Kommunistische Partei Österreichs
Die Kommunistische Partei Österreichs (KPÖ) trat mit Mirko Messner als Spitzenkandidat an.
Die Kommunisten sind zusammen mit der ÖVP und der SPÖ die einzige österreichische Partei, die an allen Nationalratswahlen der zweiten Republik teilgenommen hat, seit 1959 ist sie allerdings nicht mehr im Parlament vertreten.
Im Wahlkampf setzte die KPÖ zum Teil auf den steirischen Politiker und Landtagsabgeordneten Ernest Kaltenegger, der bei der Gemeinderatswahl in Graz mit 20 % der Stimmen eines der besten Ergebnisse in der Geschichte der KPÖ erzielt hatte. Nach Umfragen im Juni 2006 hielt Kaltenegger die höchsten Sympathiewerte aller Politiker in der Steiermark. Es bestand die Möglichkeit, dass die KPÖ das Grundmandat im Gemeindewahlkreis Graz und möglicherweise im Landeswahlkreis Steiermark erringen könnte.
Im Wahlkampfprogramm setzte die KPÖ auf bekannte Modelle wie eine „Reichensteuer“ sowie höhere Mindestpensionen und Mindestlöhne.

### Liste Dr. Martin – für Demokratie, Kontrolle, Gerechtigkeit
Ende Juli 2006 hatte Hans-Peter Martin, seit 1999 Mitglied des Europäischen Parlaments (ursprünglich als parteifreier Kandidat auf der Liste der SPÖ, später mit der Liste Dr. Martin) und bekannt geworden als Mitautor des Buches Die Globalisierungsfalle, die Kandidatur einer von ihm geführten Partei bei den Wahlen bekannt gegeben.
Unterstützt wurde Martin bei der Wahl von der Kronen Zeitung, in der er regelmäßig Gastkommentare veröffentlichte. In der auflagenstarken Sonntagsausgabe der Zeitung rief Martin am 30. Juli 2006 in einem ganzseitigen, mit "Gastkommentar" überschriebenen Artikel zur Unterstützung seiner Liste auf.
Im Vordergrund stand in Martins Wahlkampf die Kritik an den etablierten Parteien und ein gezieltes Werben um Protestwähler. Zu einem möglichen Verbleib im EU-Parlament nach der Nationalratswahl nahm Martin wie folgt Stellung: „Wenn 96,1 Prozent der Österreicher sagen, wir sind eh zufrieden mit den herkömmlichen Parteien, dann werde ich mich weiter auf Brüssel konzentrieren“ .
Aufgrund der Beschränkung der Partei-Kurzbezeichnung am Wahlzettel auf fünf Buchstaben wurde von Martin die Kurzbezeichnung MATIN als Listenbezeichnung gewählt.

### Weitere Parteien
Fünf Parteien hatten eine ausreichende Zahl an Unterstützungserklärungen gesammelt, um in regionalen Wahlkreisen kandidieren zu können:
- das Bündnis Neutrales Freies Österreich (NFÖ)[12] (Kärnten, Salzburg, Tirol, Vorarlberg und Wien)
- die Sozialistische Linkspartei (SLP) mit Sonja Grusch[13] (Wien)
- die Initiativ€2000 mit ihrem Gründer Michael Sommer[14] (Burgenland)
- die Liste Sicher Absolut Unabhängig – Franz Radinger (SAU) (Villach/Kärnten)
- die Liste Stark (Kärnten)

Folgende weitere Parteien, die ebenfalls begonnen hatten Unterstützungserklärungen zu sammeln, konnten nicht genügend Unterschriften erhalten um ein Antreten bei der Wahl zu ermöglichen:
- die Piratenpartei Österreichs (PPÖ)[15]
- die Bürgerliste Österreichs – Wir Österreicher mit Jowi Trenner und Christine Witty[16]
- die Österreichische Glückspartei (ÖGP)[17]
- der Puch-Klub ÖHA mit Josef T. Zauner[18]

- die Violette Partei Österreichs (VPÖ) mit Peter Reisenbichler[19]
- die Soziale Heimat Partei Österreichs mit Heinz Klötzer[20]
- die Österreichische Bürger- und Wirtschaftspartei (ÖBWP) mit Adam Galirow[21]
- Die Violetten mit dem Ehepaar Kurt und Brigitte Schrammel[22]
- die Alpine Pogo Partei Österreichs (APPÖ)[23]

Folgende Parteien, die bei der letzten Nationalratswahl kandidiert hatten, traten nicht an:
- die Christliche Wählergemeinschaft (CWG)
- Die Demokraten
- das Liberale Forum (LIF): Das LIF hat ursprünglich wegen Aussichtslosigkeit die 4 %-Hürde zu erreichen auf eine eigene Kandidatur verzichtet. Später wurde ein Wahlbündnis mit der SPÖ eingegangen, mit dem gemeinsamen Ziel, die Neuauflage einer "rechts-rechten" Regierung zu verhindern. Der LIF-Bundessprecher Alexander Zach erhielt ein Fix-Mandat auf der SPÖ-Liste. Im Nationalrat wurde Zach nun organisatorisch dem SPÖ-Klub zugerechnet, politisch agierte er jedoch völlig unabhängig und unterlag auch keinem Klubzwang.

## Gesetzlicher Rahmen

### Antreten zur Wahl
Gemäß Nationalratswahlordnung (NRWO) sind für die bundesweite Kandidatur Unterstützungserklärungen von drei Nationalratsabgeordneten oder von 2.600 Wahlberechtigten erforderlich. Diese müssen bis zum 37. Tag (25. August) vor dem Wahltermin vorliegen.

ÖVP, SPÖ, BZÖ und die Grünen wählten den Weg über Unterschriften dreier Parlamentarier. Die FPÖ, KPÖ sowie MATIN konnten die erforderlichen 2600 Unterschriften vorlegen.

### Wahlbehörde und Reihung der Parteien auf dem Wahlzettel
Gemäß der Nationalratswahlordnung bestimmt die Bundeswahlbehörde, wie die Reihung der Parteien auf dem Stimmzettel vorgenommen wird. Die Landeswahlbehörden haben deren Entscheidung zu folgen. Die Bundeswahlbehörde setzt sich unter Vorsitz des Innenministers aus neun von den im Nationalrat vertretenen Parteien entsandten Mitgliedern (4 ÖVP: Michael Fischer, Reinhold Lopatka, Elmar Pichl, Werner Zögernitz, 3 SPÖ: Doris Bures, Hannes Bauer und Albrecht Konecny, 1 BZÖ: Günter Barnet, 1 Die Grünen: Michaela Sburny) und zwei Richtern (Wolfgang Pöschl, Raimund Strieder) zusammen.
Im Vorfeld der Nationalratswahl kam es in diesem Bereich zu Kontroversen zwischen FPÖ und BZÖ. Beide Parteien beanspruchten sowohl den Sitz in der Bundeswahlbehörde, der jener Partei zusteht, die als drittstärkste aus der letzten Nationalratswahl hervorgegangen ist, als auch den dritten Listenplatz auf den Wahlzetteln für sich.
Per Ministerratsbeschluss entschied die ÖVP-BZÖ-Koalitionsregierung am 21. August 2006 einstimmig, dass der Platz in der Bundeswahlbehörde dem BZÖ zusteht, was mit der „Kontinuität der Identität“ begründet wurde, da 16 der 18 vormaligen FPÖ-Mandatare (und alle ihrer Regierungsmitglieder) zu der neuen Partei übergetreten seien. FPÖ-Parteiobmann Strache kündigte an, diese Entscheidung vor dem Verfassungsgerichtshof anzufechten.
Zur Reihung der wahlwerbenden Parteien legt § 49 NRWO legt fest:
(3) [Auf dem Wahlzettel] hat sich die Reihenfolge der Parteien, die im zuletzt gewählten Nationalrat vertreten waren, nach der Zahl der Mandate, die die Parteien bei der letzten Nationalratswahl im ganzen Bundesgebiet erreicht haben, zu richten.
(5) Den unterscheidenden Parteibezeichnungen sind die Worte „Liste 1, 2, 3 usw.“ in fortlaufender Nummerierung voranzusetzen. Beteiligt sich eine im zuletzt gewählten Nationalrat vertretene Partei nicht an der Wahlwerbung, so hat in der Veröffentlichung nur die ihr nach Abs. 3 zukommende Listennummer und daneben das Wort „leer“ aufzuscheinen.
Die Reihung der nicht im Nationalrat vertretenen zur Wahl stehenden Parteien richtet sich nach dem Datum der Einbringung des Wahlvorschlags der jeweiligen Partei.
Sowohl FPÖ wie auch BZÖ forderten für sich den dritten Listenplatz. Von Seiten der FPÖ wurde argumentiert, dass sie – wie es die Nationalratswahlordnung verlangt – bereits zur letzten Nationalratswahl angetreten war. Das BZÖ wurde erst später, als Abspaltung der FPÖ gegründet, hatte also beim letzten Wahlgang gar kein Mandat erreicht, da es noch nicht existierte. Demgegenüber argumentierten Vertreter des BZÖ, wie auch in der Diskussion um den Sitz in der Bundeswahlbehörde, dass die zuletzt für die FPÖ in den Nationalrat eingezogenen Mandatare inzwischen größtenteils dem BZÖ angehörten.
Am 30. August entschied die Bundeswahlbehörde mit 9:2 Stimmen, dass der dritte Listenplatz an die FPÖ geht. Das BZÖ schien somit nach den schon bei der letzten Nationalratswahl angetretenen Parteien ÖVP, SPÖ, FPÖ und Die Grünen frühestens an fünfter Stelle auf dem Wahlzettel auf. Nach Medienberichten sollen die drei Vertreter der SPÖ, die vier Vertreter der ÖVP und die beiden der Bundeswahlbehörde angehörenden Richter für diese Lösung gestimmt haben. Dagegen stimmte der Vertreter des BZÖ sowie die Vertreterin von Die Grünen, die, sich auf Absatz § 49 Absatz 5 berufend, dafür eintrat den Listenplatz leer zu lassen.
Umstritten war nach der Entscheidung zur Reihung auf dem Wahlzettel erneut, auf welcher rechtlichen Basis die Zuerkennung des Sitzes in der Bundeswahlbehörde für das BZÖ erfolgte.

## Themen im Wahlkampf

### Erbschaftssteuer

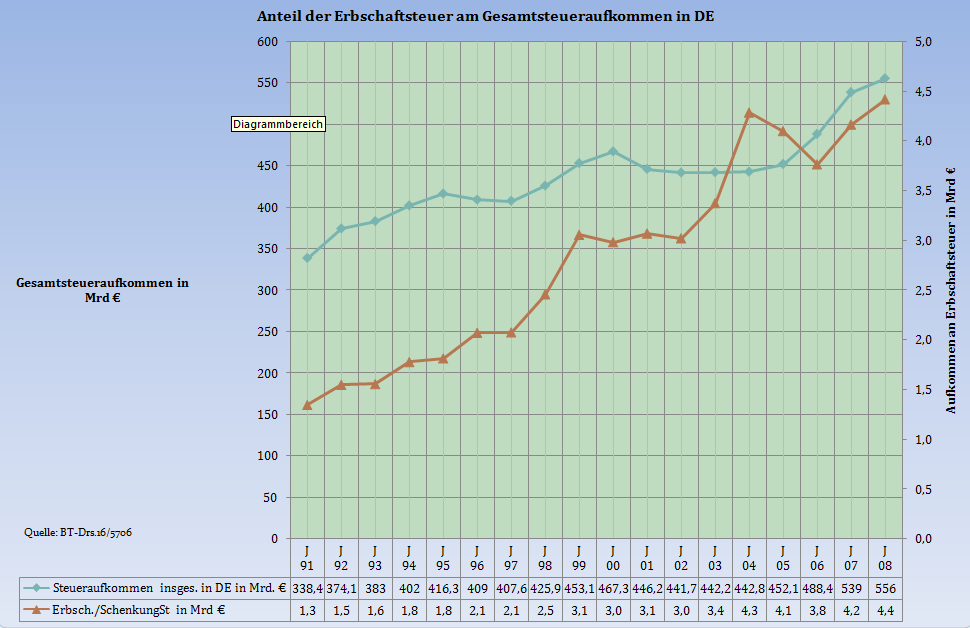
Entwicklung der ErbSt und SchenkSt in Deutschland

Ein beim Verfassungsgerichtshof anhängiges Verfahren beschäftigte sich mit der Ungleichbehandlung von Erben. Für Grundstücke galt zu dieser Zeit das Einheitswertverfahren, das zu wesentlich geringerer Erbschaftssteuern führt; wogegen für andere Vermögenswerte der Verkehrswert als Bemessungsgrundlage herangezogen wurde. Eine Entscheidung wurde im Herbst 2006 erwartet. Finanzminister Karl-Heinz Grasser hat in diesem Zusammenhang für die Abschaffung der Erbschaftssteuer plädiert, da die Einnahmen von 140 Millionen EUR jährlich seiner Ansicht nach den Aufwand der Einhebung nicht lohnen und wird dabei von Teilen der ÖVP unterstützt. Das BZÖ hat sich ebenso für die vollständige Abschaffung ausgesprochen. Grüne, SPÖ und FPÖ kritisieren dagegen, dass eine vollständige Abschaffung nicht nur dem Mittelstand helfen würde, sondern im besonderen Ausmaß Steuern von reichen Großgrundbesitzern gespart würden. Diese drei Parteien sprechen sich daher für eine Reform der Steuer dahingehend aus, hohe Freibeträge einzuführen, Erben von Grundstücken im Wert über 500,000 EUR (FPÖ) bzw. 350,000 EUR (Grüne) mit dem vollen Verkehrswert der geerbten Liegenschaften zu besteuern.
Im Vergleich zu anderen mitteleuropäischen Staaten ist das Erbschaftssteueraufkommen in Österreich besonders niedrig. So nahm Deutschland im Jahr 2005 ca. 4,3 Mrd. EUR über die Erbschafts- und Schenkungssteuer ein, was 0,7 % des Steueraufkommens entspricht. Wie der Trend in Deutschland zeigt (siehe Grafik) hat sich das Erbschaftssteueraufkommen innerhalb der letzten 7 Jahre verdoppelt, es ist damit im Vergleich zu anderen Steuereinnahmen von der Konjunktur unabhängig und glättet somit die Zyklizität der insgesamten budgetären Einnahmen eines Staates. Mit lediglich 140 Millionen EUR und unter 0,2 % des Steueraufkommens wird in Österreich fast 4-mal weniger pro Kopf eingenommen als in Deutschland. Diese Diskrepanz ist überwiegend auf das verwässerte Einheitswertverfahren bei Grundstücken sowie besonders günstige steuerliche Konditionen für Privatstiftungen zurückzuführen.

### Reform des Justizvollzugs
Anfang August veröffentlichen die Salzburger Nachrichten Teile aus dem Justizprogramm der Grünen, unter anderem die Forderung nach Ersetzung der lebenslangen Haft durch eine Haft-Obergrenze von 20 Jahren sowie nach gesetzlich verankerter Freilassung von Gefangenen nach Verbüßung von zwei Dritteln der Freiheitsstrafe, außer es besteht eine erhöhte Rückfallgefahr oder es handelt sich um Verurteilungen wegen schwerer Gewalttaten. In der derzeitigen Praxis werden zu lebenslanger Haft Verurteilte im Durchschnitt nach 21 Jahren Haft entlassen, wogegen bei anderen Haftstrafen der Großteil vorzeitig nach 2/3 einer Haftstrafe auf Bewährung entlassen wird. Gründe für diese Forderungen sind unter anderem die teure Haft, so kostet ein Gefangener dem Staat pro Tag etwa 100 EUR, wogegen die Bewährungshilfe nur etwa 10 EUR pro Tag kostet, sowie die Forcierung gemeinnütziger Arbeit als Alternative zu Haftstrafen. Die Anzahl der in Österreich zu lebenslanger Haft verurteilten und einsitzenden Menschen liegt bei 155.
Alle anderen im Nationalrat vertretenen Parteien sprachen sich gegen die Vorschläge aus. Reinhold Lopatka (ÖVP) bezeichnete es als „unverantwortliche grüne Justizpolitik“, Peter Westenthaler (BZÖ) schloss daraufhin eine Zusammenarbeit mit den Grünen nach der Wahl aus und sprach von einem „Paradies für Straftäter“, das die Grünen einführen wollten, Norbert Darabos (SPÖ) lehnte Änderungen in der Dauer der lebenslangen Haft ab und Heinz-Christian Strache (FPÖ) polemisierte, die Grünen würden versuchen „die Torheiten von Justizministerin Karin Gastinger [BZÖ] wie Sex im Gefängnis und Designerzellen noch zu überbieten“.

### „Pflegenotstand“
Bis zu 40.000 Menschen, vorwiegend aus den neuen EU-Ländern, pflegen alte und kranke Menschen in Österreich. Da es sich dabei aber um illegale Beschäftigung handelt, schlägt Wirtschaftsminister Martin Bartenstein (ÖVP) vor, die Verdienstgrenze für Schlüsselarbeitskräfte zu senken, um diese Arbeitsverhältnisse zu legalisieren. Ablehnung kommt dafür vom Koalitionspartner BZÖ („Lohndumping“), der den Pflegeberuf lieber als Lehrberuf etablieren möchte.
Der grüne Bundessprecher Alexander Van der Bellen meinte, eine umfassende Neuregelung sei nötig. Jedenfalls sehe man, was passieren würde, wenn die BZÖ-Wünsche nach Abschiebung von 300.000 Ausländern verwirklicht würden. Bundeskanzler Wolfgang Schüssel bezeichnete im Ö1-Radio (8. August 2006) die Diskussion als „überzogen“, die Regierung habe viel getan, um Verbesserungen im Pflegebereich herbeizuführen.
Am 20. August 2006 erschien in der Tageszeitung "Der Standard" ein Leserbrief von Hans Weiss mit dem Titel "Der Pflege-Kanzler", in dem er Schüssel Doppelmoral vorwarf: "Bundeskanzler Wolfgang Schüssel weiß persönlich vermutlich sehr genau, wovon er redet, wenn er sagt, dass man bei der Pflege alter Menschen nicht immer gleich nach dem Staat rufen soll. Seine 94 Jahre alte Schwiegermutter war im vergangenen Jahr mehrere Monate lang pflegebedürftig. Und was lag da näher, als rund um die Uhr eine slowakische Pflegerin zu beschäftigen? Gut und freundlich war diese und billig außerdem (rund 2 Euro die Stunde). Nicht ganz legal vielleicht, aber, na ja, Schwamm drüber." Kurz danach wurde der Autor vom damaligen Chefredakteur der Zeitschrift "NEWS", Josef Votzi, kontaktiert und gebeten, den Namen der illegalen Pflegerin preiszugeben. Hans Weiss kam mit einer Freundin auf die Idee, "eine kleine medienkritische Geschichte zu machen", und schickte die Freundin zum Interview, die sich dort als besagte Pflegekraft ausgab. Mitte September 2006 folgte der Exklusivbericht: "Frau Maria, jene illegale slowakische Pflegerin, die die Schwiegermutter von Bundeskanzler Wolfgang Schüssel betreute, bricht ihr Schweigen." Daraufhin klagte die Familie Schüssel auf üble Nachrede und Kreditschädigung und Weiss’ Freundin, eine 52-jährige Hausfrau aus Wien, wurde zu einer unbedingten Geldstrafe in Höhe von 200 Euro verurteilt. Richterin Nina Steindl stellte in ihrer Urteilsbegründung klar, es gebe "keinerlei Anzeichen", dass im Haus Schüssel eine illegale Pflegerin beschäftigt gewesen sei. Die Angaben im Interview haben die Familie Schüssel "eines unehrenhaften Verhaltens bezichtigt, das geeignet war, sie in der öffentlichen Meinung herabzuwürdigen". Die Beklagte meldete volle Berufung an, das Oberlandesgericht Wien erhöhte jedoch die Strafe auf 1300 Euro.

### Jugendarbeitslosigkeit
Im Bereich Arbeitslosigkeit konzentrierte sich der Wahlkampf bisher insbesondere auf die Jugendarbeitslosigkeit (Alter 15–24). Bundeskanzler Wolfgang Schüssel sprach in diesem Zusammenhang von einem Geheimpakt der ÖVP mit Christoph Leitl, durch den die Jugendarbeitslosigkeit zum Verschwinden gebracht werden soll. Nähere substantielle Angaben zu diesem Geheimpakt wurden nicht gemacht. Die SPÖ erwiderte auf die Ankündigung der ÖVP, dass sie mit Hilfe eines 10-Punkteprogramms (mehr Lehrstellen, mehr Investitionen für die Bildung und bessere Vermittlung von Jugendlichen) versuchen werde, die Jugendarbeitslosigkeit von derzeit 11 % bis Ende des Jahrzehnts zu halbieren. Insbesondere warf SPÖ-Sprecherin Doris Bures der ÖVP vor, die Lage der Jugendlichen in den letzten Jahren verschlimmert zu haben. Nach Angaben der SPÖ verdoppelte sich die Jugendarbeitslosigkeit laut Eurostat seit Antritt Schüssels als Kanzler im Jahr 2000.

### Halbmond und Gipfelkreuze
In einer TV-Konfrontation zwischen SPÖ-Spitzenkandidat Alfred Gusenbauer und BZÖ-Spitzenkandidat Peter Westenthaler wurde Gusenbauer von Westenthaler auf einen vermeintlich vom Vizepräsidenten des Alpenvereins, Andreas Ermacora, an den SPÖ-Gemeinderat und Integrationsbeauftragten der Islamischen Glaubensgemeinschaft in Wien, Omar Al-Rawi, adressierten Brief verwiesen. Inhalt des Briefes war die angebliche Forderung von Al-Rawi Halbmonde statt Gipfelkreuzen auf Bergen aufzustellen, weil die Kreuze „Herrschaftszeichen des Christentums“ seien. Sowohl Ermacora wie auch Al-Rawi dementierten umgehend einen derartigen Briefwechsel. Eine Künstlergruppe namens „Haben wir denn keine anderen Sorgen“ bekannte sich zu der Aktion. Man habe unter dem Motto „How low can you go“ testen wollen, „wie weit populistische Politiker gehen“ wurde in einem Kommunique erklärt, das im Monatsmagazin Datum veröffentlicht wurde. Westenthaler ging nach eigenen Worten weiterhin davon aus, dass der Brief echt sei, ging von seiner Darstellung zu dem Brief aber ab, als sowohl Ermacora als auch Al-Rawi Klagen androhten. Kommentar von Al-Rawi: Er werde bei der Wahl im Feld der SPÖ ein Kreuz und keinen Halbmond machen.

### „Bildungsnotstand“

Mitgliedstaaten der OECD

Am 12. September wurde eine Sondersitzung des Nationalrats zum Thema Bildungspolitik und Wissenschaft von der SPÖ anberaumt. Neben der Debatte im Parlament wurden am selben Tag die Ergebnisse einer OECD-Studie zur universitären Ausbildung in Österreich bekannt. Mit 19,6 % Akademikerquote (35 % OECD-Schnitt) und lediglich 37 % von Studienanfängern eines Jahrgangs (53 % OECD-Schnitt) liegt Österreich nach der Studie an vorletzter Stelle der OECD – nur noch die Türkei hatte schlechtere Werte aufzuweisen. Insbesondere auch die geringen Mittel, die für Universitäten bereitgestellt wurden, waren Gegenstand der Kritik der OECD. So lagen die Ausgaben bei 1,1 % des BIP, wogegen 1995 noch 1,2 % des BIP für tertiäre Bildung ausgegeben wurde (OECD-Schnitt 1,4 %). Bildungsministerin Elisabeth Gehrer bezeichnete diese Werte als gute Rückmeldung, die man ernst nehmen muss.
Insbesondere wurde von der OECD auch die hohe Abbruchrate von Studenten kritisiert, nur 2/3 aller Studienanfänger schließen ihr Studium auch ab. Im OECD-Vergleich liegt Österreich damit im unteren Drittel aller verglichenen Länder.
Von Seiten der Regierungsparteien wurde dem entgegnet, dass die Werte Österreichs mit denen anderer OECD-Ländern kaum vergleichbar wären, es existierten erst seit kurzem Bachelor-Studiengänge, ebenso würden viele Fachausbildungen und Colleges in Österreich nicht als akademische Ausbildung gelten. Seit Einführung der Studiengebühren sei die Studiendauer verkürzt worden und mehr Studierende hätten ihr Studium erfolgreich beendet.

## Umfragen
Umfragen im Februar und März 2006 zeigten noch ein einheitliches Bild bei der Verteilung der Wählerstimmen, mit der SPÖ bei 40 bis 42 %, der ÖVP bei 37 bis 38 %, die Grünen bei 10 bis 11 %, die FPÖ bei 7 bis 8 % und das BZÖ bei 2 bis 3 %.
Nach der BAWAG-Affäre im März 2006 veröffentlichte Umfragen ergaben, dass die ÖVP erstmals seit einiger Zeit wieder gleichauf mit der SPÖ lag bzw. die Führung bereits übernommen hatte.
Von Juni bis Juli lag die ÖVP bei 39 bis 42 %, die SPÖ bei 32 bis 36 %, die Grünen bei 10 bis 14 %, die FPÖ bei 5 bis 9 % und das BZÖ bei 2 bis 5 %.
Kurz vor der Wahl wurde der Stand der beiden Großparteien zunehmend unklarer. Einerseits wurde ein Kopf-an-Kopf Rennen angekündigt – der prognostizierte Vorsprung der ÖVP war von 6 bis 8 % auf 0 bis 4 % geschrumpft – andererseits wurde weiterhin mehrheitlich ein Wahlsieg der ÖVP erwartet. Nach der Wahl stellte sich heraus, dass die Prognosen fehlerhaft gewesen waren, weder erreichte die ÖVP die Stimmenmehrheit, noch scheiterte das BZÖ an der Vier-Prozent-Hürde.

## Mögliche Koalitionen
| Parteien                            | Sitze |
| ----------------------------------- | ----- |
| Zweidrittelmehrheit (ab 122 Sitzen) |       |
| SPÖ, ÖVP                            | 134   |
| Absolute Mehrheit (ab 92 Sitzen)    |       |
| ÖVP, FPÖ, BZÖ                       | 94    |
| Sitze gesamt                        | 183   |

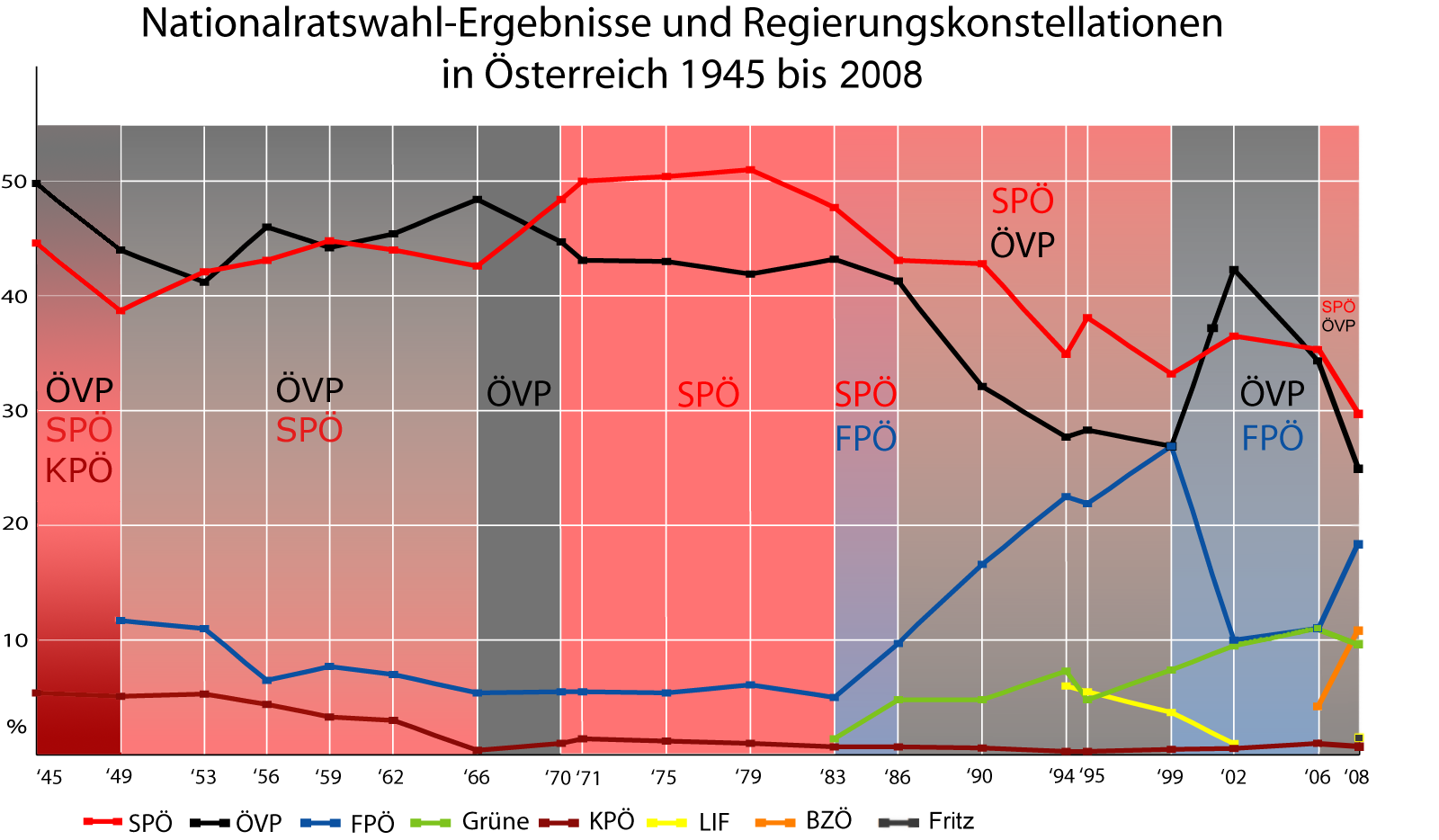
Wahl-Ergebnisse in Österreich, als Hintergrundfarben die Regierungskoalitionen

Gemäß dem vorläufigen amtlichen Endergebnis entfielen auf die SPÖ 68 Mandate, die ÖVP erreicht 66, Die Grünen 21, die FPÖ 21 und das BZÖ 7.
Am Wahlabend bezeichnete SPÖ-Obmann Gusenbauer in einer Fernsehdiskussion die ÖVP als ersten Ansprechpartner für die kommenden Verhandlungen zur Bildung einer Koalitionsregierung und schloss Dreier-Koalitionen tendenziell aus. Die FPÖ und das BZÖ kämen, wie von Seiten der SPÖ bereits während des Wahlkampfes festgestellt, für eine Koalition nicht in Frage. Eine Koalition aus SPÖ und Grünen erreichte nicht die erforderliche Mehrheit im Nationalrat.
Für ÖVP-Obmann Schüssel kam neben der SPÖ und den Grünen grundsätzlich auch das BZÖ für Verhandlungen in Frage. Eine parlamentarische Mehrheit wäre in einer SPÖ-ÖVP- oder einer ÖVP-FPÖ-BZÖ-Koalition gegeben, letztere wurde von Schüssel aber ausgeschlossen.
Die ÖVP schloss bereits 1999 eine Zusammenarbeit mit der FPÖ zunächst aus, bildete aber dann doch eine Koalition mit der FPÖ.
FPÖ-Obmann Strache, der zu Beginn des Wahlkampfes noch dafür eingetreten war, dass die FPÖ vorzugsweise als Oppositionspartei weiterarbeiten soll, schloss am Wahlabend eine Regierungsbeteiligung nicht aus. Eine Wiedervereinigung von FPÖ und BZÖ kam für ihn nicht in Frage.
Koalitionen der Grünen erreichten nach dem vorläufigen amtlichen Endergebnis (mit Wahlkarten) weder mit der SPÖ noch mit der ÖVP eine Mehrheit im Nationalrat. Eine Zusammenarbeit in Dreierkoalitionen mit dem BZÖ oder der FPÖ schlossen die Grünen laut Parteiobmann Van der Bellen aus.
Das BZÖ könnte eine Dreier-Koalition mit ÖVP und FPÖ eingehen, was aber von der ÖVP und der FPÖ weitgehend abgelehnt wird. Eine Wiedervereinigung mit der FPÖ kann sich das BZÖ nur mit einer anderen FP-Führung vorstellen.
Eine Dreier-Koalition bestehend aus SPÖ, Grünen und FPÖ oder BZÖ galt als unmöglich.

## Regierungsbildung
Die Regierungsbildung gestaltete sich äußerst schwierig. Die Nationalratswahl vom 1. Oktober brachte die SPÖ trotz kleiner Stimmenverluste als stimmen- und mandatsstärkste Partei hervor, nur knapp vor der seit der letzten Wahl stärksten Partei, der ÖVP. Alfred Gusenbauer von der SPÖ wurde vom Bundespräsidenten Heinz Fischer mit der Regierungsbildung in Richtung einer Großen Koalition beauftragt. Die Koalitionsverhandlungen zwischen SPÖ und ÖVP erweisen sich als sehr schwierig. Nach der Einsetzung zweier Untersuchungsausschüsse – die SPÖ hatte gemeinsam mit den Grünen und der FPÖ für die Einsetzung gestimmt – setzte die ÖVP die Verhandlungen Anfang November aus und nahm sie am 16. November schließlich wieder auf. Am 8. Jänner 2007 einigten sich SPÖ und ÖVP schließlich auf die Bildung einer Großen Koalition. Neuer Bundeskanzler wurde der SPÖ-Vorsitzende Gusenbauer. Dafür gingen die Schlüsselressorts Außen-, Finanz- und Innenministerium an die ÖVP. Die offizielle Amtseinführung der Bundesregierung Gusenbauer erfolgte am 11. Jänner 2007.

### Wahlergebnis und Koalitionsspekulationen
In der Nationalratswahl am 1. Oktober 2006 errangen die SPÖ und ÖVP 68 bzw. 66 von 183 Mandaten im österreichischen Parlament (Nationalrat); die kleineren
Parteien Grüne, FPÖ und BZÖ erhielten 21, 21 bzw. 7 Mandate.
Die bisherige Bundesregierung unter Bundeskanzler Wolfgang Schüssel, eine Koalition aus ÖVP und (zuletzt) BZÖ,
hatte damit ihre Parlamentsmehrheit verloren. Bundespräsident Heinz Fischer beauftragte daraufhin Bundeskanzler Schüssel mit der provisorischen Weiterführung der Regierungsgeschäfte und gab Alfred Gusenbauer als Parteichef und Kanzlerkandidaten der mandatsstärksten Partei SPÖ den Auftrag, eine neue Regierung zu bilden.
Eine SPÖ-ÖVP-Koalition galt zunächst als die wahrscheinlichste Lösung, die auch vom Bundespräsidenten explizit und laut Umfragen von einer Mehrheit der Bevölkerung bevorzugt gewünscht wird. Keine andere Koalition aus zwei Parteien verfügte im Parlament über eine Mehrheit. Lediglich eine Koalition aus drei Parteien hätte im Nationalrat ebenfalls über eine Mandatsmehrheit verfügt. Aus inhaltlichen und auch aus persönlichen Gründen der Koalitionäre galten diese jedoch als unmöglich oder jedenfalls als äußerst instabil. (Eine Dreiparteienkoalition hat es in Österreich nur in den ersten Nachkriegsjahren 1945–1947 gegeben, als die Konzentrationsregierungen Figl I und Figl II amtierten, in denen Mitglieder aller drei Parlamentsparteien (ÖVP, SPÖ und KPÖ) vertreten waren.)
Verhandlungsteams von SPÖ und ÖVP trafen sich noch im Oktober, um die Ausarbeitung einer Koalitionsvereinbarung zu beginnen.

### Eurofighter- und Bankenausschuss
Bereits in der ersten Sitzung des neu zusammengesetzten Nationalrats brachten SPÖ, Grüne und FPÖ einen gemeinsamen Antrag ein, in dem ein parlamentarischer Untersuchungsausschuss gefordert wurde, der den Ankauf der 18 Eurofighter sowie die Möglichkeit eines Ausstiegs aus dem Eurofightervertrag untersuchen sollte. ÖVP und BZÖ stimmten gegen die Einrichtung eines Ausschusses; sie verwiesen darauf, dass die Typenentscheidung bereits viereinhalb Jahre alt sei, und dass es keinen Beschaffungsvorgang gäbe, der so gründlich diskutiert und geprüft worden wäre: 14 dringliche Anfragen, 19 Anträge auf einen Untersuchungsausschuss (die alle von der Regierungsmehrheit ÖVP-BZÖ zurückgewiesen worden waren) sowie drei Berichte des Rechnungshofs und sechs Strafanzeigen, die mangels Verdacht von der Staatsanwaltschaft zurückgelegt worden waren.
Der Antrag wurde aber erwartungsgemäß mit den Stimmen der drei (bisherigen) Oppositionsparteien angenommen.
Ein weiterer Antrag für einen parlamentarischen Untersuchungsausschuss, der die im Finanzministerium angesiedelte Bankenaufsicht in Bezug ihrer Aufsichtspflicht im Bereich der BAWAG P.S.K. (BAWAG-Affäre), Hypo Alpe-Adria-Bank, aber auch der Raiffeisen International und deren Geschäfte in Osteuropa, untersuchen sollte, wurde ebenfalls gegen die Stimmen der beiden Noch-Regierungsparteien beschlossen.

### Verhandlungsunterbrechung
Die ÖVP fühlte sich durch diese Abstimmungsniederlagen brüskiert und brach die Regierungsverhandlungen mit der SPÖ ab – zunächst auf unbestimmte Zeit, dann für die Dauer des Untersuchungsausschusses, da während der Arbeit des Untersuchungsausschusses keine Vertrauensbasis für Koalitionsverhandlungen gegeben sei. Nach Vorstellung der ÖVP könnte der Eurofighter-Ausschuss bei entsprechendem Tempo bis Dezember seine Arbeit abschließen, in drei weiteren Wochen könnte eine Koalitionsvereinbarung ausgehandelt sein.
Frühere Untersuchungsausschüsse hatten allerdings weitaus länger gedauert (oft über ein Jahr); die Grünen wiesen darauf hin, dass zehntausende Seiten an Akten gelesen werden müssten, bevor die Zeugen sinnvoll befragt werden können, sodass erste Zeugenaussagen frühestens im Dezember 2006 gehört werden können.
Im Gegensatz dazu sieht die SPÖ keinen Konflikt zwischen der Arbeit an einer Regierungsvereinbarung und der Arbeit im Untersuchungsausschuss und möchte die Koalitionsverhandlungen – eventuell unter zwischenzeitlicher Ausklammerung der Themen Landesverteidigung und Banken – so bald wie möglich fortsetzen und zieht ebenfalls Vergleiche zur Zeit früherer Koalitionen beider Parteien, in denen ebenso Untersuchungsausschüsse Vorwürfe gegen prominente SPÖ-Mitglieder untersuchten (z. B. Nationalratspräsident Leopold Gratz im Zusammenhang mit dem Lucona-Untersuchungsausschuss). Im Verhalten der ÖVP sieht die SPÖ eine Taktik, die zu baldigen Neuwahlen führen soll. Josef Cap, der Klubobmann der SPÖ, schlug der ÖVP vor, die Regierungsverhandlungen bereits vor dem Beginn der Befragungen im Ausschuss abzuschließen, was aber von Wilhelm Molterer, dem geschäftsführenden Klubobmann der ÖVP, abgelehnt wurde.
In den Wochen des Verhandlungsstopps wurden sowohl von Politikern als auch von Journalisten immer wieder über die Möglichkeit einer SPÖ-Minderheitsregierung spekuliert. Am 16. November beschloss dann der ÖVP-Vorstand, die Koalitionsverhandlungen wieder aufzunehmen.

### Erfolgreicher Verhandlungsabschluss
Am Montag, dem 8. Jänner 2007, wurde von SPÖ und ÖVP in einer Pressekonferenz erklärt, dass die Verhandlungen abgeschlossen seien und eine große Koalition gebildet werde. Das Kanzleramt erhielt Wahlgewinner SPÖ, beide Parteien stellten jeweils 3 Staatssekretäre.
| SPÖ | ÖVP |
| --- | --- |
| - Bundeskanzler - Ministerium für Frauenangelegenheiten (im Kanzleramt) - Ministerium für Infrastruktur, außeruniversitäre Forschung und Technologie - Ministerium für Unterricht, Kunst und Kultur - Ministerium für Soziale Sicherheit, Generationen und Konsumentenschutz - Ministerium für Justiz - Ministerium für Landesverteidigung | - Ministerium für Äußeres - Ministerium für Finanzen - Ministerium für Inneres - Ministerium für Wirtschaft und Arbeit - Ministerium für Landwirtschaft und Umwelt - Ministerium für Wissenschaft und universitäre Forschung - Ministerium für Gesundheit, Familie und Jugend |

Mit dieser Verteilung war die ÖVP deutlich stärker geworden als erwartet, da zuvor etwa das Amt des Finanzministers stark diskutiert wurde und die SPÖ den bisherigen ÖVP-Finanzminister Karl-Heinz Grasser nicht mehr im Amt sehen wollte. Auch die Posten der Innen- und Außenminister wurden nicht unbedingt in Händen der Volkspartei erwartet.
Gleichzeitig hielt die SPÖ jedoch die Posten des Verteidigungsministers, der in naher Zukunft mit der Suche nach Möglichkeiten zum Ausstieg aus dem von der SPÖ ungeliebten Eurofighter-Vertrags beauftragt werden sollte, und des Bildungsministers, dessen Ressort stark im Wahlprogramm der SPÖ vertreten war.
In vielen großen Fragen wurden jedoch nur recht unerwartete Ergebnisse erzielt. Die von der SPÖ stark kritisierten Eurofighter waren kein Thema bei der Regierungsbildung, deren Abschaffung solle nach Ausgang des zugehörigen Untersuchungsausschusses betrachtet werden.
Die Abschaffung der Studiengebühren konnte die SPÖ nicht durchsetzen, es sollten lediglich Stipendien und Studentenkredite weiter entwickelt werden und die Möglichkeit, die Studiengebühren von knapp 360 Euro mit Hilfe von 60 Stunden "Sozialdienst" (beispielsweise Nachhilfeunterricht) "abzuarbeiten", geboten werden. Damit konnte die SPÖ ein großes Wahlversprechen nur sehr unbefriedigend erfüllen; auch Vertreter der Hochschülerschaft zeigten sich über das Angebot zum Sozialdienst unzufrieden und kommentierten die Lösung als nicht zureichend. Und auch für die von der SPÖ geforderte Gesamtschule sah es eher schlecht aus, ein differenziertes System solle zumindest laut bisherigen Aussagen von ÖVP-Chef Schüssel bestehen bleiben.
Unter anderem deshalb wurde auch aus den eigenen Reihen Kritik laut, die SPÖ habe sich von der ÖVP bei den Verhandlungen zu sehr über den Tisch ziehen lassen. Noch am 8. Jänner besetzten Studentenvertreter und SJÖ-Mitglieder die SPÖ-Parteizentrale und taten ihren Unmut über das Regierungsabkommen mit Transparenten und Sprechchören kund. Auch der frühere SPÖ-Finanzminister Hannes Androsch sowie der ÖGB-Präsident Rudolf Hundstorfer zeigten sich vom Ergebnis der Regierungsverhandlungen enttäuscht.
Weitere beschlossene Punkte waren etwa die Einführung der Briefwahl (von ÖVP gefordert) und des Versuchs des E-Votings für Auslandsösterreicher, die Senkung des Wahlalters auf 16 Jahre (SPÖ-Forderung) sowie die Anhebung der Legislaturperiode auf 5 Jahre ab der nächsten Wahl. Eine weitere Änderung betraf das Kindergeld, bei dem nun zwischen 36 Monaten mit je 436 Euro und 18 Monaten (15 Monate ein Elternteil, der andere mindestens 3) zu je 800 Euro gewählt werden konnte.
Das Regierungskabinett bestand aus 20 statt wie bisher 19 Mitgliedern, weil sich "19 nicht teilen lässt", so SPÖ-Chef Gusenbauer; darin enthalten 6 Staatssekretäre. Der bisherige Finanzminister Karl-Heinz Grasser erklärte am 9. Jänner 2007, der neuen Regierung nicht mehr anzugehören.
Die Regierung wurde am Donnerstag, dem 11. Jänner 2007, von Bundespräsident Heinz Fischer angelobt. Der feierliche Akt in der Hofburg wurde von den Protesten von 2000 Demonstranten der Österreichischen Hochschülerinnen- und Hochschülerschaft, der Sozialistischen Jugend, dem Verband Sozialistischer StudentInnen Österreichs, der Aktion Kritischer Schülerinnen und Schüler, der Antiimperialistischen Koordination, der Kommunistischen Initiative und anderer Organisationen begleitet; aus Protest gegen die Nichtabschaffung der Studiengebühren traten am 13. Jänner 2007 Barbara Blaha, Vorsitzende der Österreichischen Hochschülerinnen- und Hochschülerschaft und Mitglied des SPÖ-nahen VSStÖ, und Sylvia Kuba, Vorsitzende des VSStÖ, aus der SPÖ aus.

## Sonstige Konsequenzen
Das Nationalratspräsidium wurde traditionsgemäß mit Vertretern der stärksten drei Parteien nach der Stimmenzahl besetzt:
- 1. Nationalratspräsidentin Barbara Prammer, SPÖ
- 2. Nationalratspräsident Michael Spindelegger, ÖVP
- 3. Nationalratspräsidentin Eva Glawischnig, Die Grünen

Die FPÖ hatte auf einen eigenen Kandidaten verzichtet.
Zum Konflikt zwischen Grünen und FPÖ um den dritten Volksanwalt siehe ebenda.